# Frans Timmermans
Frans Timmermans, właśc. Franciscus Cornelis Gerardus Maria Timmermans (ur. 6 maja 1961 w Maastricht) – holenderski polityk i dyplomata, deputowany krajowy, minister spraw zagranicznych w rządzie Marka Ruttego (2012–2014), w latach 2014–2023 członek Komisji Europejskiej.

## Życiorys
Urodził się w rodzinie dyplomatów, jego dziadkowie pracowali natomiast w górnictwie. Wychowywał się w Brukseli i Rzymie. Kształcił się w drugim z tych miast oraz w Heerlen, kończąc w 1980 szkołę średnią. W 1985 został absolwentem filologii na Uniwersytecie im. Radbouda w Nijmegen. Odbył też w Nancy studia podyplomowe z zakresu prawa europejskiego i literatury francuskiej.
W drugiej połowie lat 80. działał w Demokratach 66, w 1990 dołączył do Partii Pracy. W 1987 został urzędnikiem w departamencie integracji europejskiej ministerstwa spraw zagranicznych. Od 1990 do 1993 zajmował stanowisko drugiego sekretarza w ambasadzie Holandii w Moskwie. Po powrocie do kraju kontynuował pracę w ministerstwie, następnie był zatrudniony w administracji komisarza europejskiego Hansa van den Broeka. Był też doradcą i sekretarzem wysokiego komisarza OBWE ds. mniejszości narodowych, gdy urząd ten sprawował Max van der Stoel.
W 1998 został po raz pierwszy wybrany do Tweede Kamer, niższej izby Stanów Generalnych. Uzyskiwał reelekcję w kolejnych wyborach do holenderskiego parlamentu. Od 2007 do 2010 był sekretarzem stanu w MSZ w gabinecie Jana Petera Balkenende. 5 listopada 2012 powierzono mu funkcję ministra spraw zagranicznych w drugim rządzie Marka Rutte.
Zakończył urzędowanie 17 października 2014 w związku z nominacją (od 1 listopada tego samego roku) na urząd pierwszego wiceprzewodniczącego oraz komisarza ds. lepszej regulacji, rządów prawa i Karty Praw Podstawowych w nowej Komisji Europejskiej, na czele której stanął Jean-Claude Juncker. W 2019 był kandydatem Partii Europejskich Socjalistów na przewodniczącego nowej Komisji Europejskiej. W wyborach europejskich w Holandii stał na czele listy wyborczej Partii Pracy, uzyskał mandat eurodeputowanego IX kadencji; faktycznie nie przystąpił jednak do wykonywania obowiązków poselskich (jego mandat wygasł w dniu rozpoczęcia kadencji 2 lipca 2019).
W wyborach europejskich najwięcej mandatów zdobyła Europejska Partia Ludowa, jednak jej główny kandydat Manfred Weber nie uzyskał poparcia do objęcia funkcji przewodniczącego KE. Sondowano następnie kandydaturę Fransa Timmermansa (którą wsparła wówczas Angela Merkel); sprzeciwiły się jej m.in. państwa Grupy Wyszehradzkiej, a także nie zyskała wsparcia w EPP. Ostatecznie funkcję tę objęła przedstawicielka chadeków Ursula von der Leyen. Frans Timmermans dołączył do nowo powołanej Komisji Europejskiej (z kadencją od 1 grudnia tegoż roku). Został w jej ramach wiceprzewodniczącym wykonawczym odpowiedzialnym za Europejski Zielony Ład.
W lipcu 2023 Frans Timmermans ogłosił powrót do polityki krajowej, deklarując ubieganie się o pierwsze miejsce na wspólnej liście Partii Pracy i GroenLinks w wyborach parlamentarnych w tym samym roku. 22 sierpnia 2023 został ogłoszony głównym kandydatem tej koalicji. Tego samego dnia złożył rezygnację z członkostwa w Komisji Europejskiej, która została przyjęta ze skutkiem natychmiastowym. Kierowana przez niego koalicja w wyborach zajęła drugie miejsce; Frans Timmermans uzyskał wówczas mandat posła do Tweede Kamer.

## Życie prywatne
Dwukrotnie żonaty. Ma czwórkę dzieci (po dwoje z każdego małżeństwa). Deklaruje znajomość pięciu języków obcych.

## Odznaczenia i wyróżnienia
- Rycerz Orderu Oranje-Nassau – 2010
- Krzyż Wielki Orderu Zasługi RP – Polska, 2014[15]
- Krzyż Oficerski Orderu Zasługi RP – Polska, 2006[16]
- Komandor Orderu Zasługi – Rumunia, 2006[17]
- Człowiek Roku „Gazety Wyborczej” – 2017[18]